# Hestdalur
Hestdalur är en dal i republiken Island.   Den ligger längst in i Önundarfjörður på sydsidan av berget Hestfjall i regionen Västfjordarna, 210 km norr om huvudstaden Reykjavík. I denna trakt utspelade sig några av de mest dramatiska episoderna i Gisle Surssons saga.